# پورت فورچان (لوئیزیانا)
پورت فورچان (به انگلیسی: Port Fourchon) یک منطقهٔ مسکونی در ایالات متحده آمریکا است که در لوئیزیانا واقع شده‌است.